# 基辅建城一千五百周年奖章
基辅建城一千五百周年奖章（羅馬化：Medal "U pamiat 1500-richchia Kyieva"）是苏联最高苏维埃主席团于1982年5月10日颁布法令设立的国家奖章，以纪念英雄城市基辅建城1500周年。

## 颁授
获得本奖章者需满足以下条件：
- 在基辅市生活至少10年的工人、国民经济专家、科学和文化工作者、政府机构和社区组织、部队官兵、退休人员及其他为该市的经济、社会和文化发展做出贡献的个人。
- 在苏德战争期间参与基辅保卫战，获得过保卫基辅奖章，在基辅及其附近地区作战的游击队员和地下抵抗组织战士，作为苏联武装力量的一部分参与解放基辅的老兵，无论他们现在居住在哪里。[1]

该奖章由基辅市政府代表苏联最高苏维埃主席团授予获奖人。
本奖章在1982年5月26日第一次颁发，由时任苏共中央政治局委员、乌克兰共产党中央第一书记弗拉基米尔·谢尔比茨基向苏共中央总书记，苏联最高苏维埃主席团主席勃列日涅夫授予。
基辅建城一千五百周年奖章应佩戴在左胸，配戴在列宁格勒建城两百五十周年奖章之后，圆满服役奖章之前。如果佩戴了其它俄罗斯联邦勋章或奖章，则后者具有优先权。

## 制式
本奖章由黄铜制成，直径32mm。在奖章的正面，在展开的旗帜光芒的背景下是基辅的十月社会主义革命纪念碑。奖章上部环绕四周刻有俄文：В память 1500-летия Киева（纪念基辅建城1500周年）。奖章背面上部有金星勋章图案，下方有两行铭文：ГОРОДУ-ГЕРОЮ СЛАВА!（荣耀属于英雄城！）。奖章下方是乌克兰苏维埃社会主义共和国最高苏维埃大楼的图像，其右后侧是11世纪文化古迹索非亚博物馆。奖章的边缘镶有边框，所有铭文和图像都是浮雕。

## 部分获奖者
- 空军元帅和三次苏联英雄亚历山大·伊万诺维奇·波克雷什金
- 元帅和两次苏联英雄伊万·霍夫汉内斯·巴格拉米扬
- 试验机飞行员和苏联英雄格奥尔基·菲利波维奇·巴杜科夫（英语：Georgy Baydukov）
- 火箭设计师和苏联社会主义劳动英雄鲍里斯·埃夫塞耶维奇·谢尔托克（英语：Boris Chertok）
- 院士和苏联社会主义劳动英雄鲍里斯·亚历山德罗维奇·雷巴科夫
- 苏联共产党中央委员会总书记列昂尼德·伊里奇·勃列日涅夫
- 苏联共产党中央委员会总书记米哈伊尔·谢尔盖耶维奇·戈尔巴乔夫
- 上校伊利亚·格里高利耶维奇·斯塔里诺夫
- 上校伊万·菲德罗维奇·拉德加（英语：Ivan Ladyga）
- 歌手约瑟夫·戴维多维奇·库布松（英语：Joseph Kobzon）
- 中将维塔利·伊万诺维奇·波普科夫（英语：Vitaly Popkov）